# Квинт Теренций Скавър
Квинт Теренций Скавър (на латински: Quintus Terentius Scaurus; fl. 98 – 138 г.) е латински граматик по времето на управлението на римския император Адриан.
Автор е на Ars grammatica („Изкуство на граматиката“) и коментари за Хораций, на „Енеида“ от Вергилий. Запазени са два фрагмента от ортографията De orthographia.
Вероятно е родител на Децим Теренций Скавриан, първият управител на провинция Дакия.

## Издания
- Federico Biddau (ed.), Q. Terentii Scauri De orthographia. Hildesheim: Weidmann, 2008, Pp. cxiv, 244. Bibliotheca Weidmanniana, 6, Pars. 5.